# Alex Raco
Alex Raco (Roma, 1º marzo 1967) è uno scrittore italiano.
I suoi interessi includono aree pseudoscientifiche quali la reincarnazione, la parapsicologia e l’ipnosi regressiva.

## Biografia
Dopo la laurea in Economia Aziendale presso l’American University of Rome si è specializzato ottenendo un MBA presso la SDA Bocconi di Milano. Successivamente ha conseguito specializzazioni post laurea in Disturbi dell’Ansia e dell’Umore presso l'Università di Leòn, Psicopatologia Clinica presso l'Università di Barcellona e Ipnosi Ericksoniana presso l'Università di Valencia.
La sua formazione include corsi pratici di ipnosi clinica.

### Carriera
Inizialmente scettico nei confronti della tecnica di ipnosi regressiva, Raco afferma di aver guidato centinaia di persone in sedute di regressione a una vita passata e sostiene che la tecnica possa risolvere, liberando dalla sofferenza, ciò che d'incompiuto sarebbe rimasto nella vita precedente, trascinandosi dolorosamente in quella attuale.
Si è formato con lo psichiatra e scrittore statunitense Brian Weiss, anch'egli sostenitore delle medesime discipline. Si dedica all’ipnosi dal 2007, mentre in precedenza ha lavorato come dirigente in  The Walt Disney Company Italia, Procter&Gamble e Sara Lee Corporation.
Il suo primo libro Non è mai la fine, tradotto in tre lingue (inglese, spagnolo, portoghese), è stato pubblicato in Italia, Spagna, Portogallo e Sud America.
Il libro è segnalato in Italia dal portale Libri News tra i migliori dieci libri sulla reincarnazione.
Nel 2019 Raco ha collaborato con la Rai all'ideazione e realizzazione del programma Rewind , dedicato al presunto fenomeno delle vite passate, in onda in prima serata su Rai2. 
In un'intervista rilasciata a The Moore Show, talk show britannico in onda su Sky TV fino al 2013 e successivamente su numerose stazioni radio, Raco sostiene che l'ipnosi regressiva costituisce un'ulteriore conferma che la coscienza umana non è confinata al cervello e si dichiara d'accordo con la teoria della Orch Or (Orchestrated Objective reduction) postulata agli inizi degli anni novanta dagli scienziati Roger Penrose e Stuart Hameroff.
Raco sostiene che lo stato ipnotico sia del tutto simile a uno stato meditativo profondo, una sorta di strumento di comunicazione tra il mondo empirico e quello extrasensoriale, durante il quale è possibile accedere a uno stato di ipercoscienza che permetterebbe il recupero di memorie di esistenze passate che egli considera verosimili quando i ricordi riferiti dai suoi clienti sembrano coerenti dal punto di vista storico.
Nel decennio 2010-2020 Raco comincia a interessarsi anche di psicogenealogia, e coniugando questa disciplina con l'ipnosi definisce una tecnica a cui dà il nome di "ipnogenealogia", che si pone l'obiettivo di risolvere problemi legati alle dinamiche familiari e si fonda sull'idea che sia possibile rievocare tramite ipnosi eventi anteriori alla nascita riconducibili ai propri antenati.

## Opere
- Non è mai la fine, Oscar Mondadori, 2017, ISBN 978-88-04-68329-2
- Nunca es el final, Editorial Sirio, 2019, ISBN 9788417399436
- Non c'è vita senza amore, Oscar Mondadori, 2019, ISBN 9788804710264
- Nunca é o Fim, Pergaminho, 2019, ISBN 9789896875701
- Era Gesù?, Oscar Bestsellers Mondadori, 2021, ISBN 9788804739241
- Era Jesús?, Editorial Sirio, 2021, ISBN 9788418531101
- ¿Qué se siente al morir?, Editorial Sirio 2023, ISBN 9788419105752
- Il penultimo respiro, Oscar Bestsellers Mondadori, 2024, ISBN 9788804775904